# Kacza (dopływ Podgórnej)
Kacza (dawne nazwy: Bächel, Baberwasser) – potok górski w Karkonoszach, w województwie dolnośląskim, w powiecie karkonoskim, w gminie Podgórzyn o długości 6,2 km. Leży w zlewisku Morza Bałtyckiego i uchodzi do potoku Podgórna.

## Przebieg i opis
Kacza zaczyna swój bieg w Borowicach, w sąsiedztwie Drogi Sudeckiej na wysokości około 620 m n.p.m., gdzie zlewają się wody pięciu potoków górskich: Granicznika, Borówki, Modrzyka, Jodłowki i Jeleniego Potoku. Dalej Kacza przebiega wzdłuż drogi lokalnej łączącej Podgórzyn z Borowicami. Płynie przez Karkonoski Padół Śródgórski i Pogórze Karkonoskie. Potok uchodzi do potoku Podgórna na wysokości około 440 m n.p.m. we wsi Podgórzyn w sąsiedztwie rozwidlenia dróg lokalnych wiodących do wsi Borowice oraz Podgórzyn.

## Szlaki turystyczne
W połowie biegu Kaczą przecina szlak turystyczny:
- z Sosnówki do Przesieki.